# Grand Prix Austrii 2016

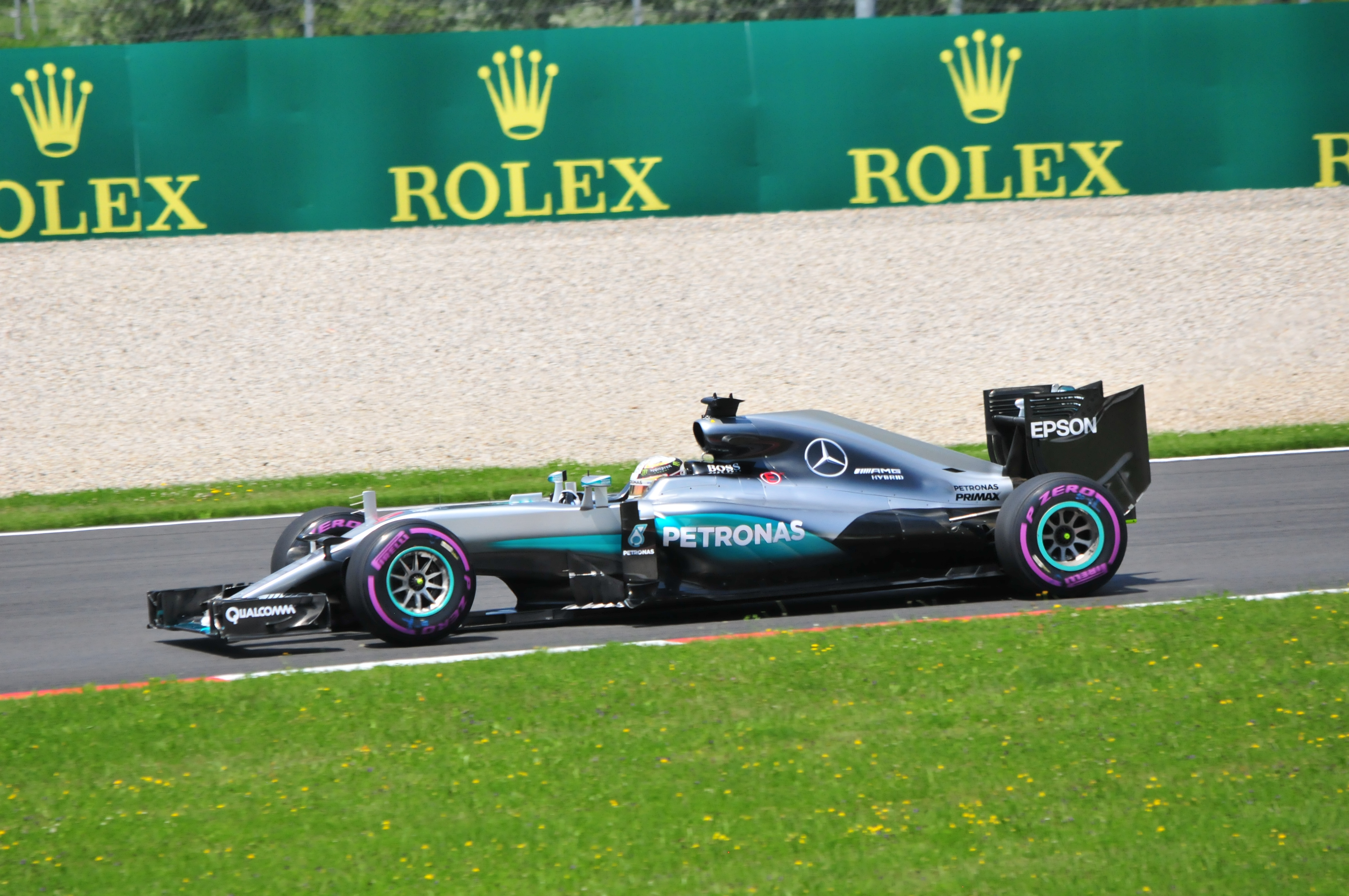
Lewis Hamilton podczas Grand Prix Austrii 2016

Grand Prix Austrii 2016 (oficjalnie Formula 1 Großer Preis von Österreich 2016) – dziewiąta eliminacja Mistrzostw Świata Formuły 1 w sezonie 2016. Grand Prix odbyło się w dniach 1–3 lipca 2016 roku na torze Red Bull Ring w Spielbergu.

## Lista startowa
Źródło: Wyprzedź Mnie!
| Nr | Kierowca          | Zespół                        | Samochód               | Silnik                         | Opony |
| -- | ----------------- | ----------------------------- | ---------------------- | ------------------------------ | ----- |
| 3  | Daniel Ricciardo  | Red Bull Racing               | Red Bull RB12          | TAG Heuer 1.6T V6              | P     |
| 5  | Sebastian Vettel  | Scuderia Ferrari              | Ferrari SF16-H         | Ferrari 059/5 1.6T V6          | P     |
| 6  | Nico Rosberg      | Mercedes AMG Petronas F1 Team | Mercedes F1 W07 Hybrid | Mercedes PU106C Hybrid 1.6T V6 | P     |
| 7  | Kimi Räikkönen    | Scuderia Ferrari              | Ferrari SF16-H         | Ferrari 059/5 1.6T V6          | P     |
| 8  | Romain Grosjean   | Haas F1 Team                  | Haas VF-16             | Ferrari 059/5 1.6T V6          | P     |
| 9  | Marcus Ericsson   | Sauber F1 Team                | Sauber C35             | Ferrari 059/5 1.6T V6          | P     |
| 11 | Sergio Pérez      | Sahara Force India F1 Team    | Force India VJM09      | Mercedes PU106C Hybrid 1.6T V6 | P     |
| 12 | Felipe Nasr       | Sauber F1 Team                | Sauber C35             | Ferrari 059/5 1.6T V6          | P     |
| 14 | Fernando Alonso   | McLaren Honda                 | McLaren MP4-31         | Honda RA616H 1.6T V6           | P     |
| 19 | Felipe Massa      | Williams Martini Racing       | Williams FW38          | Mercedes PU106C Hybrid 1.6T V6 | P     |
| 20 | Kevin Magnussen   | Renault Sport Formula 1 Team  | Renault R.S.16         | Renault RE16 1.6T V6           | P     |
| 21 | Esteban Gutiérrez | Haas F1 Team                  | Haas VF-16             | Ferrari 059/5 1.6T V6          | P     |
| 22 | Jenson Button     | McLaren Honda                 | McLaren MP4-31         | Honda RA616H 1.6T V6           | P     |
| 26 | Daniił Kwiat      | Scuderia Toro Rosso           | Toro Rosso STR11       | Ferrari 059/4 1.6T V6          | P     |
| 27 | Nico Hülkenberg   | Sahara Force India F1 Team    | Force India VJM09      | Mercedes PU106C Hybrid 1.6T V6 | P     |
| 30 | Jolyon Palmer     | Renault Sport Formula 1 Team  | Renault R.S.16         | Renault RE2016 1.6T V6         | P     |
| 33 | Max Verstappen    | Red Bull Racing               | Red Bull RB12          | TAG Heuer 1.6T V6              | P     |
| 34 | Alfonso Celis     | Sahara Force India F1 Team    | Force India VJM09      | Mercedes PU106C Hybrid 1.6T V6 | P     |
| 44 | Lewis Hamilton    | Mercedes AMG Petronas F1 Team | Mercedes F1 W07 Hybrid | Mercedes PU106C Hybrid 1.6T V6 | P     |
| 55 | Carlos Sainz Jr.  | Scuderia Toro Rosso           | Toro Rosso STR11       | Ferrari 059/4 1.6T V6          | P     |
| 77 | Valtteri Bottas   | Williams Martini Racing       | Williams FW37          | Mercedes PU106C Hybrid 1.6T V6 | P     |
| 88 | Rio Haryanto      | Manor Racing MRT              | Manor MRT05            | Mercedes PU106C Hybrid 1.6T V6 | P     |
| 94 | Pascal Wehrlein   | Manor Racing MRT              | Manor MRT05            | Mercedes PU106C Hybrid 1.6T V6 | P     |
| Nr | Kierowca          | Zespół                        | Samochód               | Silnik                         | Opony |

## Wyniki

### Sesje treningowe
Źródło: Wyprzedź Mnie!
| Sesja | Nr | Kierowca         | Konstruktor | Czas     | Okr. |
| ----- | -- | ---------------- | ----------- | -------- | ---- |
| 1     | 6  | Nico Rosberg     | Mercedes    | 1:07,373 | 37   |
| 2     | 6  | Nico Rosberg     | Mercedes    | 1:07,967 | 25   |
| 3     | 5  | Sebastian Vettel | Ferrari     | 1:07,098 | 20   |

### Kwalifikacje
Źródło: Wyprzedź Mnie!
| Poz. | Nr | Kierowca          | Konstruktor          | Q1       | Q2       | Q3       | Poz. s. |
| --- | --- | ----------------- | -------------------- | -------- | -------- | -------- | ------- |
| 1 | 44 | Lewis Hamilton    | Mercedes             | 1:06,947 | 1:06,228 | 1:07,922 | 1       |
| 2 | 6 | Nico Rosberg      | Mercedes             | 1:06,516 | 1:06,403 | 1:08,465 | 6       |
| 3 | 27 | Nico Hülkenberg   | Force India–Mercedes | 1:07,385 | 1:07,257 | 1:09,285 | 2       |
| 4 | 5 | Sebastian Vettel  | Ferrari              | 1:06,761 | 1:06,602 | 1:09,781 | 9       |
| 5 | 22 | Jenson Button     | McLaren–Honda        | 1:07,653 | 1:07,572 | 1:09,900 | 3       |
| 6 | 7 | Kimi Räikkönen    | Ferrari              | 1:07,240 | 1:06,940 | 1:09,901 | 4       |
| 7 | 3 | Daniel Ricciardo  | Red Bull–TAG Heuer   | 1:07,500 | 1:06,840 | 1:09,980 | 5       |
| 8 | 77 | Valtteri Bottas   | Williams–Mercedes    | 1:07,148 | 1:06,911 | 1:10,440 | 7       |
| 9 | 33 | Max Verstappen    | Red Bull–TAG Heuer   | 1:07,131 | 1:06,866 | 1:11,153 | 8       |
| 10 | 19 | Felipe Massa      | Williams–Mercedes    | 1:07,419 | 1:07,145 | 1:11,977 | 10      |
| 11 | 21 | Esteban Gutiérrez | Haas–Ferrari         | 1:07,660 | 1:07,578 | –        | 11      |
| 12 | 94 | Pascal Wehrlein   | MRT–Mercedes         | 1:07,565 | 1:07,700 | –        | 12      |
| 13 | 8 | Romain Grosjean   | Haas–Ferrari         | 1:07,662 | 1:07,850 | –        | 13      |
| 14 | 14 | Fernando Alonso   | McLaren–Honda        | 1:07,671 | 1:08,154 | –        | 14      |
| 15 | 55 | Carlos Sainz Jr.  | Toro Rosso–Ferrari   | 1:07,618 | –        | –        | 15      |
| 16 | 11 | Sergio Pérez      | Force India–Mercedes | 1:07,657 | –        | –        | 16      |
| 17 | 20 | Kevin Magnussen   | Renault              | 1:07,941 | –        | –        | 17      |
| 18 | 30 | Jolyon Palmer     | Renault              | 1:07,965 | –        | –        | 18      |
| 19 | 88 | Rio Haryanto      | MRT–Mercedes         | 1:08,026 | –        | –        | 19      |
| 20 | 26 | Daniił Kwiat      | Toro Rosso–Ferrari   | 1:08,409 | –        | –        | PIT     |
| 21 | 9 | Marcus Ericsson   | Sauber–Ferrari       | 1:08,418 | –        | –        | 20      |
| 22 | 12 | Felipe Nasr       | Sauber–Ferrari       | 1:08,446 | –        | –        | 21      |
| Poz. | Nr | Kierowca          | Konstruktor          | Q1       | Q2       | Q3       | Poz. s. |
| \| Legenda \| Legenda \| \| ------------------------ \| ---------------------------------------------------------------------------------------------------------------------------------------------------------------------------------------------------------------------------------------------------------------- \| \| Poz. Nr Q1 Q2 Q3 Poz. s. \| Pozycja zajęta w sesji kwalifikacyjnej Numer startowy kierowcy Wynik uzyskany w pierwszej części kwalifikacji Wynik uzyskany w drugiej części kwalifikacji Wynik uzyskany w trzeciej części kwalifikacji Pozycja startowa po uwzględnięniu kar, przesunięć, itp. \| | |                   |                      |          |          |          |         |
| Legenda | |                   |                      |          |          |          |         |
| Poz. Nr Q1 Q2 Q3 Poz. s. | Pozycja zajęta w sesji kwalifikacyjnej Numer startowy kierowcy Wynik uzyskany w pierwszej części kwalifikacji Wynik uzyskany w drugiej części kwalifikacji Wynik uzyskany w trzeciej części kwalifikacji Pozycja startowa po uwzględnięniu kar, przesunięć, itp. |                   |                      |          |          |          |         |

### Wyścig
Źródło: Wyprzedź Mnie!
| P                 | + / –     | Nr | Kierowca          | Konstruktor          | Okr. | Czas / Strata | Komentarz          |
| ----------------- | --------- | -- | ----------------- | -------------------- | ---- | ------------- | ------------------ |
| 1                 | Bez zmian | 44 | Lewis Hamilton    | Mercedes             | 71   | 1:27:38,107   |                    |
| 2                 | 6         | 33 | Max Verstappen    | Red Bull–TAG Heuer   | 71   | +0:05,719     |                    |
| 3                 | 1         | 7  | Kimi Räikkönen    | Ferrari              | 71   | +0:06,024     |                    |
| 4                 | 2         | 6  | Nico Rosberg      | Mercedes             | 71   | +0:26,710     | [ a ]              |
| 5                 | Bez zmian | 3  | Daniel Ricciardo  | Red Bull–TAG Heuer   | 71   | +0:30,981     |                    |
| 6                 | 3         | 22 | Jenson Button     | McLaren–Honda        | 71   | +0:37,706     |                    |
| 7                 | 6         | 8  | Romain Grosjean   | Haas–Ferrari         | 71   | +0:44,668     |                    |
| 8                 | 7         | 55 | Carlos Sainz Jr.  | Toro Rosso–Ferrari   | 71   | +0:47,400     |                    |
| 9                 | 2         | 77 | Valtteri Bottas   | Williams–Mercedes    | 70   | +1 okr.       |                    |
| 10                | 2         | 94 | Pascal Wehrlein   | MRT–Mercedes         | 70   | +1 okr.       |                    |
| 11                | Bez zmian | 21 | Esteban Gutiérrez | Haas–Ferrari         | 70   | +1 okr.       |                    |
| 12                | 7         | 30 | Jolyon Palmer     | Renault              | 70   | +1 okr.       |                    |
| 13                | 8         | 12 | Felipe Nasr       | Sauber–Ferrari       | 70   | +1 okr.       |                    |
| 14                | 3         | 20 | Kevin Magnussen   | Renault              | 70   | +1 okr.       |                    |
| 15                | 3         | 9  | Marcus Ericsson   | Sauber–Ferrari       | 70   | +1 okr.       |                    |
| 16                | 4         | 88 | Rio Haryanto      | MRT–Mercedes         | 70   | +1 okr.       |                    |
| 17                | 1         | 11 | Sergio Pérez      | Force India–Mercedes | 69   | +2 okr.       | hamulce            |
| 18                | 4         | 14 | Fernando Alonso   | McLaren–Honda        | 64   | +7 okr.       | jednostka napędowa |
| 19                | 17        | 27 | Nico Hülkenberg   | Force India–Mercedes | 64   | +7 okr.       | hamulce            |
| 20                | 10        | 19 | Felipe Massa      | Williams–Mercedes    | 63   | +8 okr.       | hamulce            |
| Niesklasyfikowani |           |    |                   |                      |      |               |                    |
|                   |           | 5  | Sebastian Vettel  | Ferrari              | 26   | +45 okr.      | przebita opona     |
|                   |           | 26 | Daniił Kwiat      | Toro Rosso–Ferrari   | 2    | +69 okr.      | awaria             |
| P                 | + / –     | Nr | Kierowca          | Konstruktor          | Okr. | Czas / Strata | Komentarz          |

### Najszybsze okrążenie
Źródło: Wyprzedź Mnie!
| Nr | Kierowca       | Konstruktor | Czas     | Okr. |
| -- | -------------- | ----------- | -------- | ---- |
| 44 | Lewis Hamilton | Mercedes    | 1:08,411 | 67   |

## Prowadzenie w wyścigu
Źródło: Racing–Reference.info
| Nr                              | Kierowca         | Okrążenia    | Suma |
| ------------------------------- | ---------------- | ------------ | ---- |
| 6                               | Nico Rosberg     | 25-54, 59-70 | 40   |
| 44                              | Lewis Hamilton   | 1-21, 70-71  | 22   |
| 33                              | Max Verstappen   | 54-59        | 5    |
| 5                               | Sebastian Vettel | 21-25        | 4    |
| \| Wykres \| \| ------ \| \| \| |                  |              |      |
| Wykres                          |                  |              |      |
|                                 |                  |              |      |

## Klasyfikacja po zakończeniu wyścigu

### Kierowcy
| P  | +/− | Kierowca          | Starty | Punkty | P1 | P2 | P3 | PP | NO | NS |
| -- | --- | ----------------- | ------ | ------ | -- | -- | -- | -- | -- | -- |
| 1  | 0   | Nico Rosberg      | 9      | 153    | 5  | –  | –  | 3  | 4  | 1  |
| 2  | 0   | Lewis Hamilton    | 9      | 142    | 3  | 2  | 1  | 5  | 2  | 1  |
| 3  | 0   | Sebastian Vettel  | 8      | 96     | –  | 3  | 2  | –  | –  | 2  |
| 4  | 0   | Kimi Räikkönen    | 9      | 96     | –  | 2  | 2  | –  | –  | 2  |
| 5  | 0   | Daniel Ricciardo  | 9      | 88     | –  | 1  | –  | 1  | 1  | –  |
| 6  | 0   | Max Verstappen    | 9      | 72     | 1  | 1  | –  | –  | –  | 2  |
| 7  | 0   | Valtteri Bottas   | 9      | 54     | –  | –  | 1  | –  | –  | –  |
| 8  | 0   | Sergio Pérez      | 9      | 39     | –  | –  | 2  | –  | –  | –  |
| 9  | 0   | Felipe Massa      | 9      | 38     | –  | –  | –  | –  | –  | 1  |
| 10 | +1  | Romain Grosjean   | 9      | 28     | –  | –  | –  | –  | –  | 1  |
| 11 | −1  | Daniił Kwiat      | 8      | 22     | –  | –  | 1  | –  | 1  | 3  |
| 12 | +2  | Carlos Sainz Jr.  | 9      | 22     | –  | –  | –  | –  | –  | 2  |
| 13 | −1  | Nico Hülkenberg   | 9      | 20     | –  | –  | –  | –  | 1  | 2  |
| 14 | −1  | Fernando Alonso   | 8      | 18     | –  | –  | –  | –  | –  | 3  |
| 15 | +1  | Jenson Button     | 9      | 13     | –  | –  | –  | –  | –  | 2  |
| 16 | −1  | Kevin Magnussen   | 9      | 6      | –  | –  | –  | –  | –  | 1  |
| 17 | +5  | Pascal Wehrlein   | 9      | 1      | –  | –  | –  | –  | –  | 1  |
| 18 | −1  | Stoffel Vandoorne | 1      | 1      | –  | –  | –  | –  | –  | –  |
| 19 | −1  | Esteban Gutiérrez | 9      | 0      | –  | –  | –  | –  | –  | 2  |
| 20 | −1  | Jolyon Palmer     | 8      | 0      | –  | –  | –  | –  | –  | 2  |
| 21 | −1  | Marcus Ericsson   | 9      | 0      | –  | –  | –  | –  | –  | 2  |
| 22 | −1  | Felipe Nasr       | 9      | 0      | –  | –  | –  | –  | –  | 1  |
| 23 | 0   | Rio Haryanto      | 9      | 0      | –  | –  | –  | –  | –  | 2  |
| P  | +/− | Kierowca          | Starty | Punkty | P1 | P2 | P3 | PP | NO | NS |

### Konstruktorzy
| P  | +/− | Konstruktor               | Starty | Punkty | P1 | P2 | P3 | PP | NO | NS |
| -- | --- | ------------------------- | ------ | ------ | -- | -- | -- | -- | -- | -- |
| 1  | 0   | Mercedes                  | 18     | 295    | 8  | 2  | 1  | 8  | 6  | 2  |
| 2  | 0   | Ferrari                   | 17     | 192    | –  | 5  | 4  | –  | –  | 4  |
| 3  | 0   | Red Bull Racing TAG Heuer | 17     | 168    | 1  | 2  | 1  | 1  | 1  | 1  |
| 4  | 0   | Williams Mercedes         | 18     | 92     | –  | –  | 1  | –  | –  | 1  |
| 5  | 0   | Force India Mercedes      | 18     | 59     | –  | –  | 2  | –  | 1  | 2  |
| 6  | 0   | Toro Rosso Ferrari        | 18     | 36     | –  | –  | –  | –  | 1  | 6  |
| 7  | 0   | McLaren Honda             | 18     | 32     | –  | –  | –  | –  | –  | 5  |
| 8  | 0   | Haas Ferrari              | 18     | 28     | –  | –  | –  | –  | –  | 3  |
| 9  | 0   | Renault                   | 17     | 6      | –  | –  | –  | –  | –  | 3  |
| 10 | +1  | MRT Mercedes              | 18     | 1      | –  | –  | –  | –  | –  | 3  |
| 11 | −1  | Sauber Ferrari            | 18     | 0      | –  | –  | –  | –  | –  | 3  |
| P  | +/− | Konstruktor               | Starty | Punkty | P1 | P2 | P3 | PP | NO | NS |